# Polydesmus japonicus
Polydesmus japonicus är en mångfotingart som beskrevs av Miyosiu 1956. Polydesmus japonicus ingår i släktet Polydesmus och familjen plattdubbelfotingar. Inga underarter finns listade i Catalogue of Life.